# Kronologija Isusa

### Rani život
- Djevica Marija rodila Isusa u staji u Betlehemu.
- Po Njegovom rođenju u staji ga posjećuju pastiri, a zatim i tri kralja.
- Dok je imao 40 dana Isus biva prikazan u hramu.
- Josip, Djevica Marija i Isus bježe u Egipat pred Herodom.
- Nakon nekoliko godina vraćaju se iz Egipta u Nazaret.
- Kada je Isus navršio dvanaest godina, s Marijom i Josipom išao je u hram u Jeruzalem.
- Našli su ga nakon tri dana potrage, kako u hramu raspravlja s učiteljima i pismoznancima.

### Isusovo javno djelovanje
- Isusa na rijeci Jordan krstio Sveti Ivan Krstitelj.
- Isusova kušnja u pustinji.
- Isusovo prvo čudo na svadbi u Kani Galilejskoj.
- Izabiranje dvanaestorice apostola, a potom i 72 učenika.
- Razgovor s Nikodemom.
- Pred mnoštvom ljudi Isus je održao govor na gori.
- Isusovo preobraženje na gori Tabor.
- Isusova čuda:
  - Ozdravljenja bolesnih:
  - Pokazivanje Isusove vlasti nad prirodom
  - Istjerivanja đavla
  - Oživljavanje mrtvih
- Isusove prispodobe.
- Isus poziva djecu k sebi.
- Isus i žene.

### Muka i uskrsnuće
- Isusov svečani ulazak u Jeruzalem.
- Uoči muke u Jeruzalemu Isus blaguje s apostolima.
- Molitva na Maslinskoj gori.
- Suđenje Isusu:
  - Isusa odvode kod svećeničkog poglavice Ane.
  - Isusa odvode kod Kajfe.
  - Isusa odvode kod Pilata.
  - Isusa odvode kod Heroda.
  - Isusa odvode ponovno kod Pilata.
  - Isusa odvode na bičevanje.
  - Isusa okrunjuju trnovom krunom.
- Isus prima na se križ.
- Isus pada prvi put pod križem.
- Isus susreće svoju svetu Majku.
- Šimun Cirenac pomaže Isusu nositi križ.
- Veronika pruža Isusu rubac.
- Isus pada drugi put pod križem.
- Isus tješi jeruzalemske žene.
- Isus pada treći put pod križem.
- Isusa svlače.
- Isusa pribijaju na križ.
- Isus umire na križu.
- Isusa skidaju s križa.
- Isusa polažu u grob.
- Ukop Isusa u grob Josipa iz Arimateje.
- Tri dana nakon Isus je uskrsnuo.
- Isus se pridružuje dvojici učenika putem u Emaus.
- Isus 40 dana poslije Uskrsnuća ostaje na zemlji.
- Na 40. dan javio se svojim učenicima i uzašao na nebo.